# Leet
|  | Per a altres significats, vegeu «1337 (desambiguació)». |

Wikipedia en Leet

Leet (escrit 31337, 1337, L337, 13370rz o l33t), o Leetspeak, usat principalment a Internet, són diverses combinacions de caràcters ASCII per substituir l'alfabet llatí. Es troben diferents dialectes a diferents fòrums.
Inicialment la paraula leet s'utilitzava com a adjectiu, per derscriure el comportament de persones de la comunitat. Amb la proliferació de l'ús d'Internet a la dècada del 1990 fins al segle xxi, el Leet ha esdevingut part de la cultura d'Internet.

## Ortografia

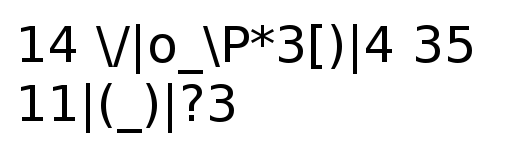
Exemple d'un text en Leet, que significa La Viquipèdia és lliure (sense accents)

A l'ortografia Leet s'utilitzen substitucions d'altres caràcters, lletres, etc. per representar una lletra a una paraula. Altres usos de les substitucions de l'ortografia Leet és a la creació de contrasenyes. Usant aquest mètode, es poden crear contrasenyes segures que poden ser fàcils de recordar. Les limitacions imposades per webs de la llargària de la contrasenya (normalment menys de 36) i els caràcters permesos (normalment alfanumèric i subratllat) requereix formes de Leet més senzilles.
Alguns exemples de Leet són:
- B1FF i n00b, terme per designar els nouvinguts, o novells (de l'anglès, newbie)
- El llenguatge de programació L33t.[5]
- El webcòmic Megatokyo, que conté personatges que parlen Leet.

| A                          | B *                                          | C           | D *                                | E                      | F                       | G *                              | H                                                  | I *                | J                       | K                | L *                | M                                                                                     |
| -------------------------- | -------------------------------------------- | ----------- | ---------------------------------- | ---------------------- | ----------------------- | -------------------------------- | -------------------------------------------------- | ------------------ | ----------------------- | ---------------- | ------------------ | ------------------------------------------------------------------------------------- |
| 4 /\ @ /-\ ^ aye \u2202 ci | 8 6 13 I3 \|3 ß P> \|: !3 (3 /3 )3 \u221e ]3 | [ ¢ < ( { © | ) \|o ]) [) I> \|> ? T) \|) 0 ð cl | 3 & \u20ac £ ë [- \|=- | \|= \u0192 \|# ph /= -7 | 6 & (_+ 9 C- gee (\u03b3, (_- cj | # /-/ [-] ]-[ )-( (-) :-: \|~\| \|-\| ]~[ }{ ? }-{ | 1 ! \| eye 3y3 ¡ ] | _\| _/ ] ¿ </ (/ \u029d | X \|< \|{ \u026e | 1 £ 1_ \| \|_ lJ ¬ | \|v\| em ]V[ //\\//\\ \|\/\| /\/\ (u) (V) (\/) /\|\ ^^ /\|/\| //. .\\ /^^\ /V\ []\/[] |

| N                                                         | O *                            | P                                                   | Q               | R *                                                     | S              | T *                    | U               | V         | W                                                                    | X                          | Y                                  | Z *                  |
| --------------------------------------------------------- | ------------------------------ | --------------------------------------------------- | --------------- | ------------------------------------------------------- | -------------- | ---------------------- | --------------- | --------- | -------------------------------------------------------------------- | -------------------------- | ---------------------------------- | -------------------- |
| \|\\| ^/ //\\// /\/ [\] <\> {\} []\ // [] /V \u20aa []\[] | 0 () oh [] ¤ \U0010ffff \u03a9 | \|* \|o \|º \|^(o) \|> \|" ? 9 []D \|\u030a \|7 þ ¶ | (_,) ()_ 0_ <\| | 2 \|? /2 I2 \|^ \|~ lz ® \|2 [z 12 l2 \u042f \|2 \u0281 | 5 $ z § ehs es | 7 + -\|- 1 '][' \u2020 | (_) \|_\| v L\| | \/ \u221a | \/\/ vv '// \\' \^/ (n) \V/ \X/ \\|/ \_\|_/ \_:_/ (/\) \u0428 \u0270 | % >< \u0416 }{ ecks × * )( | j `/ \u03a8 \u03c6 \u03bb \u0427 ¥ | 2 ~/_ % >_ \u0292 7_ |

Notes sobre la taula anterior:
| - 0 pot substituir O - 1 pot substituir I o L - 2 pot substituir Ä, Z o R - 3 pot substituir E - 4 pot substituir A | - 5 pot substituir S - 6 pot substituir B o G - 7 pot substituir T o L - 8 pot substituir B - 9 pot substituir G o P | - £ pot substituir L o E |

## Morfologia
- Sufix -xorEl significat d'aquest sufix equival als sufixos er i r de l'anglès (com a hacker o lesser).[7] Hi ha dues formes: -xor i -zor, pronunciats /-sɔr/ i /-zɔr/, respectivament. Per exemple, en el primer cas la paraula hax(x)or (/ˈhæksɔr/) i al segon a pwnzor (/ˈoʊnzɔr/).

- Sufix -age

- Sufix -ness

- Sufix -ed

- Sufix -&